# Lyceum-Club

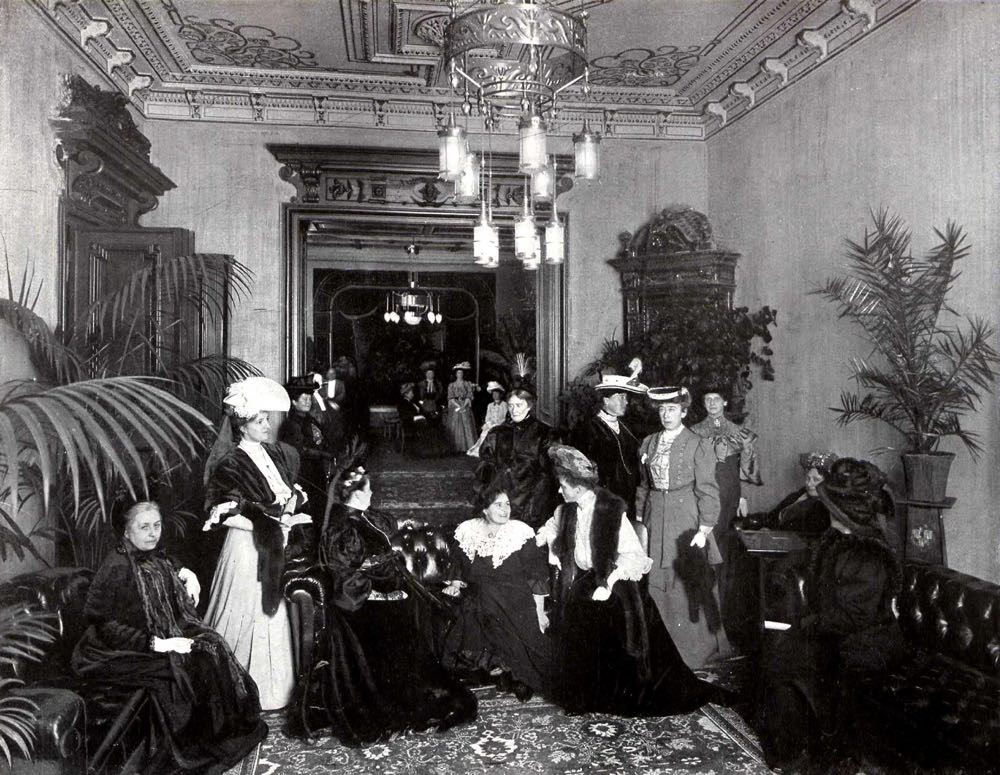
Eröffnung des Berliner Lyceum Club 1905. V.l.n.r: Frau Geheimrätin Charlotte Broicher, Fia Wille, Hedwig Heyl, Constance Smedley, Helene Lange, Ellen von Siemens, Marie von Bunsen, Else Schulhoff, Cornelia Paczka-Wagner, Marie von Bülow

Die Lyceum-Clubs sind Frauenclubs in verschiedenen Städten. Diese Clubs schlossen sich 1912 in der International Association of Lyceum Clubs zusammen, die seit 1935 ihren Sitz in Zürich hat und 68 Clubs aus 17 Ländern umfasst.
Der erste Lyceum-Club wurde 1904 von der Schriftstellerin Constance Smedley in London gegründet und diente dem kulturellen und künstlerischen Austausch unter Frauen. Nach seinem Vorbild entstanden im 20. Jahrhundert in Europa und später andernorts weitere Lyceum-Clubs. Sie dienen der Vernetzung unter Frauen sowie der kulturellen Betätigung.

## Londoner Lyceum-Club
Constance Smedley gründete den Lyceum-Club im Juni 1904, um, wie sie schrieb, „Damen, die sich mit Literatur, Journalismus, Kunst, Wissenschaft und Medizin beschäftigen, ein würdiges Milieu zu verschaffen, in dem sie Herausgeber und andere Arbeitgeber treffen können, und um ihnen zu ermöglichen, Angelegenheiten zu besprechen, wie dies Männer in anderen beruflichen Clubs tun.“ Der Name Lyceum sollte an das altgriechische Lykeion erinnern.
Das Clubhaus an der Piccadilly-Strasse war der erste Frauenclub in der ansonsten rein männlichen Welt der gesellschaftlich sehr wichtigen Londoner Gentlemen’s Clubs. Es umfasste eine Bibliothek, eine Kunstgalerie, und 35 Schlafzimmer. Der Club veranstaltete unter anderem Konzerte, Bücherabende und Abendessen. Voraussetzung für die Mitgliedschaft war ein akademischer Grad, oder die Urheberschaft eines literarischen, journalistischen, wissenschaftlichen oder musikalischen Werks, oder die Verwandtschaft mit führenden Männern.
1933 wurde der Club wegen zu hoher Ausgaben für ein neues Clubgebäude zahlungsunfähig. Inzwischen besteht in London ein neuer International Lyceum Club of London.

## „International Association of Lyceum Clubs“
Der Londoner Lyceum-Club war rasch ein Vorbild und teils auch ein Namensgeber für Frauenvereine im restlichen Europa. So entstanden Lyceum-Clubs 1904 in Amsterdam, 1905 in Berlin, 1906 in Paris und 1908 in Florenz. 1912 schlossen sie sich zur International Association of Lyceum Clubs zusammen, die zweijährliche Kongresse durchführte.
Heute richten sich die Lyceum-Clubs gemäss der Association „an alle Frauen, die sich für Kunst, Literatur, Musik, Wissenschaft und soziale Probleme interessieren und durch ihr persönliches Engagement und die vielfältigen Aktivitäten ihres Clubs die kontinuierliche Förderung von Wissen und die Förderung des kulturellen Austauschs auf der ganzen Welt unterstützen.“
Die Association verfügt über Mitglieder in Australien (5 Clubs), Neuseeland (8 Clubs), Deutschland (6 Clubs), Zypern (4 Clubs), Georgien (1 Club), Marokko (2 Clubs), Grossbritannien (2 Clubs), Österreich (1 Club), Frankreich (16 Clubs), Griechenland (1 Club), den Niederlanden (3 Clubs), Schweden (1 Club), Belgien (1 Club), Finnland (2 Clubs), Italien (3 Clubs), Portugal (1 Club) und in der Schweiz (12 Clubs).

## Lyceum-Clubs im deutschsprachigen Raum

### Deutschland
Der Lyceum-Club Berlin wurde 1905 auf Initiative von Marie von Bunsen gegründet. Er war nach dem Londoner Vorbild vor allem für Frauen der Oberschicht gedacht, bot aber auch Künstlerinnen und Wissenschaftlerinnen ein Forum. In der Zeit des Nationalsozialismus bestimmte die Reichsfrauenführung den Club 1938 als „Spitzenklub“ aller deutschen Frauenklubs. Über sein Bestehen nach 1939 ist nichts bekannt. 1956 gründeten Ingeborg Brücker und Johanna von Siemens den Club als Internationaler Lyceum Club Berlin neu.
Der Frauenklub Dresden 1910 benannte sich 1933 in Deutscher Lyceum-Club Dresden um. Er wurde 1938 vom NS-Regime aufgelöst.
Im Jahr 2024 bestehen Lyceum-Clubs in Berlin, München, Hamburg, Köln, Frankfurt am Main und Stuttgart.

### Schweiz
Der Zürcher Lyceum-Club, gegründet 1923, war der erste Frauenkulturklub der Stadt, und bereits der sechste Lyceum-Club in der Schweiz. Zu den Gründungsmitgliedern gehörten die Schriftstellerinnen Berthe Kollbrunner, Olga Amberger und Nanny von Escher. Das Clubhaus, die „Villa Ehrenberg“ in der Nähe des Kunsthauses, ist ein Geschenk von Anna Pfrunder, der Lebensgefährtin der zweiten Schweizer Ärztin Caroline Farner. 2023 zählte der Zürcher Club 174 Mitglieder.
Im Jahr 2024 bestehen Lyceum-Clubs in Basel, Biel/Bienne, Bern, Genf, La Chaux-de-Fonds, Lausanne, Luzern, Locarno, Lugano, Neuenburg, St. Gallen und Zürich.